# Eficiència tèrmica
L'eficiència d'una màquina tèrmica és una magnitud de procés i adimensional, definida com el quocient de l'energia que desitgem obtenir d'aquesta màquina i l'energia que s'ha de transferir pel seu funcionament. Es designa amb la lletra grega η:

{\displaystyle \eta ={\frac {E_{desitjada}}{E_{necessaria}}}}

Depenent del tipus de màquina tèrmica considerada, la transferència d'aquestes energies es realitzarà en forma de calor, Q, o de treball, W.

## Història
El 1824, el físic francès Sadi Carnot va derivar l'eficiència tèrmica per a una màquina tèrmica ideal com una funció de la temperatura dels seus reservoris freds i calents:
{\displaystyle \eta \equiv {\frac {T_{H}-T_{C}}{T_{H}}}}
on:
{\displaystyle T_{H}} és la temperatura del reservori calenta;
{\displaystyle T_{C}} és la temperatura del reservori fred.
L'equació planteja que s'obtenen majors nivells d'eficiència amb un major gradient de temperatura entre els fluids calents i freds. A la pràctica, com més calent sigui el fluid, més gran serà l'eficiència del motor.

## Càlcul per a les diferents màquines tèrmiques
El motor tèrmic rep una calor, {\displaystyle Q_{c}}, d'un focus o font calenta, efectua un treball, W, i ha de cedir calor, {\displaystyle Q_{f}}, a un focus fred. Perquè l'energia es conservi s'ha de complir que {\displaystyle Q_{c}=W+Q_{f}}. L'eficiència és per tant:

{\displaystyle \eta ={\frac {W}{Q_{c}}}={\frac {Q_{c}-Q_{f}}{Q_{c}}}=1-{\frac {Q_{f}}{Q_{c}}}}

On es compleix que 0 <η <1.
- La bomba tèrmica o de calor és capaç de transferir una energia calorífica, {\displaystyle Q_{c}}, a un focus calent des d'una font freda de la qual absorbeix una calor, {\displaystyle Q_{f}}, si es realitza un determinat treball, W, sobre la màquina. Aquest procés és just l'oposat al realitzat pel motor tèrmic, és per això que també s'ha de complir la relació {\displaystyle Q_{c}=W+Q_{f}}. L'eficiència és:

{\displaystyle \eta ={\frac {Q_{c}}{W}}={\frac {Q_{c}}{Q_{c}-Q_{f}}}}

I tenim que η> 1.
- El frigorífic funciona exactament igual que la bomba tèrmica però com l'interès d'aquesta màquina és refredar, la transferència d'energia desitjada és {\displaystyle Q_{f}} i l'eficiència queda com:

{\displaystyle \eta ={\frac {Q_{f}}{W}}={\frac {Q_{f}}{Q_{c}-Q_{f}}}}

On ara η> -0.